# Tratado de Cherasco
No confundir con el armisticio de Cherasco de 1796.
El Tratado de Cherasco fue firmado en la ciudad piamontesa del mismo nombre el 7 de abril de 1631 por parte de Víctor Amadeo I de Saboya, del cardenal Mazarino (como legado papal) y por representantes del Sacro Imperio Romano Germánico, de Mantua y de España. La paz ponía fin a la guerra de Sucesión de Mantua, que mantenía el Montferrato y reconocía a Carlos de Nevers y Rethel como nuevo duque. El duque de Saboya se anexionaba las localidades montferratinas de Trino y Alba con sus territorios y pertenencias recibiendo de los franceses las fortalezas ocupadas de Susa y Avigliana. Francia obtenía la fortaleza saboyana de Pinerolo y Cesare II Gonzaga recibía Dosolo, Luzzara y Reggiolo que unía al Ducado de Guastalla.